# Dekanat kozienicki
Dekanat kozienicki – jeden z 29 dekanatów w rzymskokatolickiej diecezji radomskiej. Składa się z następujących parafii:
- Brzeźnica Parafia Najświętszego Serca Jezusowego i św. Leonarda w Brzeźnicy
- Brzóza Św. Bartłomieja
- Cecylówka-Brzózka Parafia Matki Bożej Anielskiej w Cecylówce
- Janików Parafia św. Maksymiliana Kolbe w Janikowie
- Kozienice pw. Świętego Krzyża
- Kozienice pw. Świętej Rodziny
- Ryczywół pw. Św. Katarzyny
- Stanisławice Parafia św. Stanisława biskupa w Stanisławicach
- Świerże Górne Parafia św. Jakuba Apostoła w Świerżach Górnych